# Eduardo Schroeder
Eduardo Schroeder ou Eduard Schröder, (Alemanha,  — Alemanha, ) foi diretor da Colônia Dona Francisca, atualmente a cidade de Joinville.
Filho de Christian Mathias Schroeder, senador alemão.
Depois de algum tempo como diretor da colônia, retornou a sua terra natal. Em homenagem à família, um município próximo a Joinville foi batizado de Schroeder.